# 新潟東スマートインターチェンジ
新潟東スマートインターチェンジ（にいがたひがしスマートインターチェンジ）は、新潟県新潟市江南区西野にある日本海東北自動車道のインターチェンジ（本線直結型スマートインターチェンジ）である。

## 概要
日本海東北自動車道の新潟亀田インターチェンジと新潟空港インターチェンジの間にある西野バスストップ付近に整備された本線直結型のスマートICである。既存の西野BSの道路施設を改修し、高速道路本線と県道を増設されたランプウェイで結んでいる。上下線とも流入・流出可能で、一旦停止型のETCゲートを備えている。ETC車載器を搭載した全車種が通行できる。運用は24時間で終日利用可能である。

## 歴史
- 2012年（平成24年）4月20日 - 国土交通大臣から日本海東北自動車道への連結許可[3]。
- 2016年（平成28年）3月26日 - 開通[4]。

## 接続道路
- 新潟県道4号新潟港横越線

## 隣
E7 日本海東北自動車道
(1)新潟亀田IC - (1-1)新潟東スマートIC/西野BS - (2)新潟空港IC

## 付近
SIC北側では2010年代に「西野中野山土地区画整理事業」が行われ、宅地や商業地の造成が進んだ。
- 東新潟駅
- 新潟市中央卸売市場
- PLANTｰ5　横越店